# Landschaftsschutzgebiet Elmerborg/Desmecke

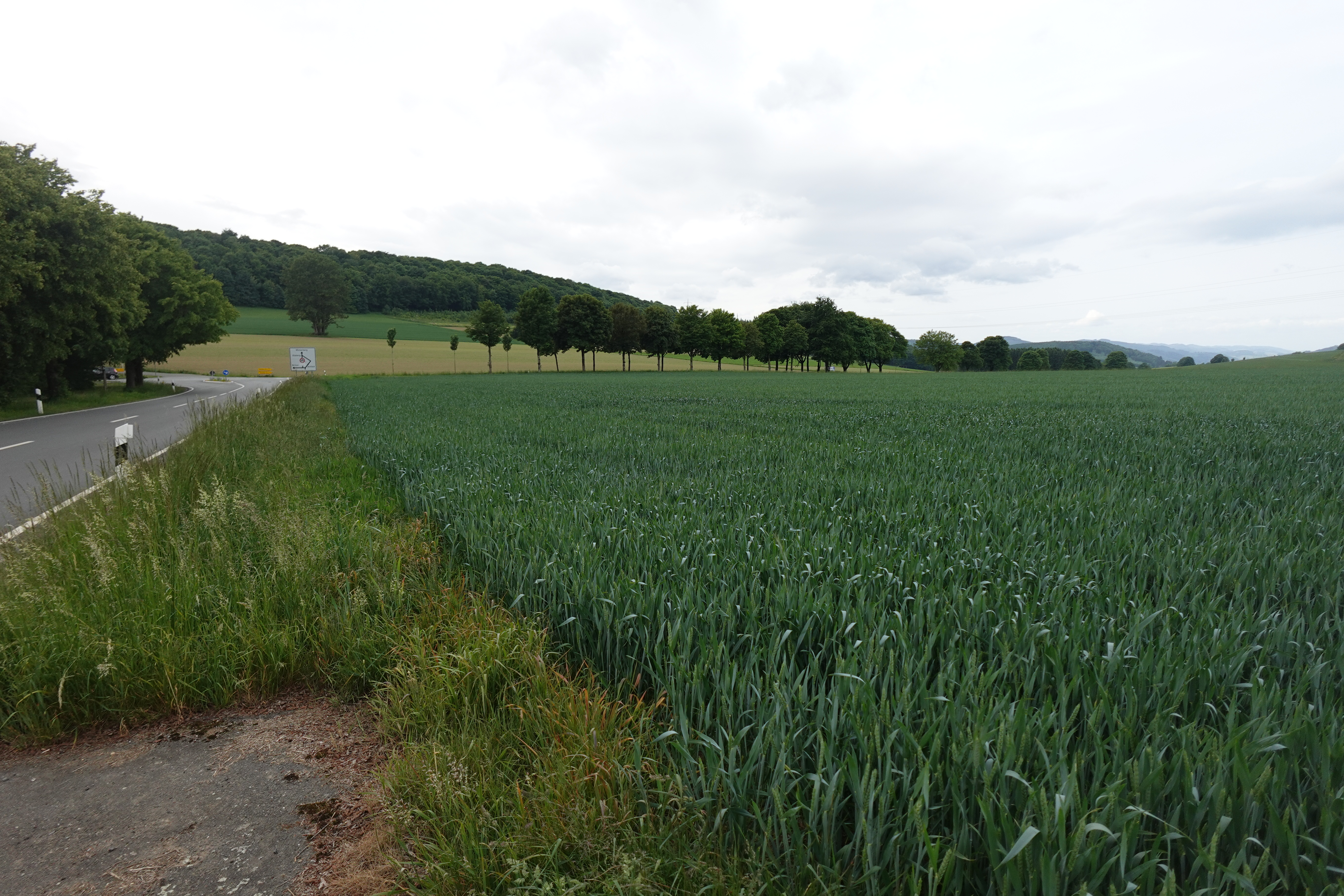
LSG Elmerborg/Desmecke

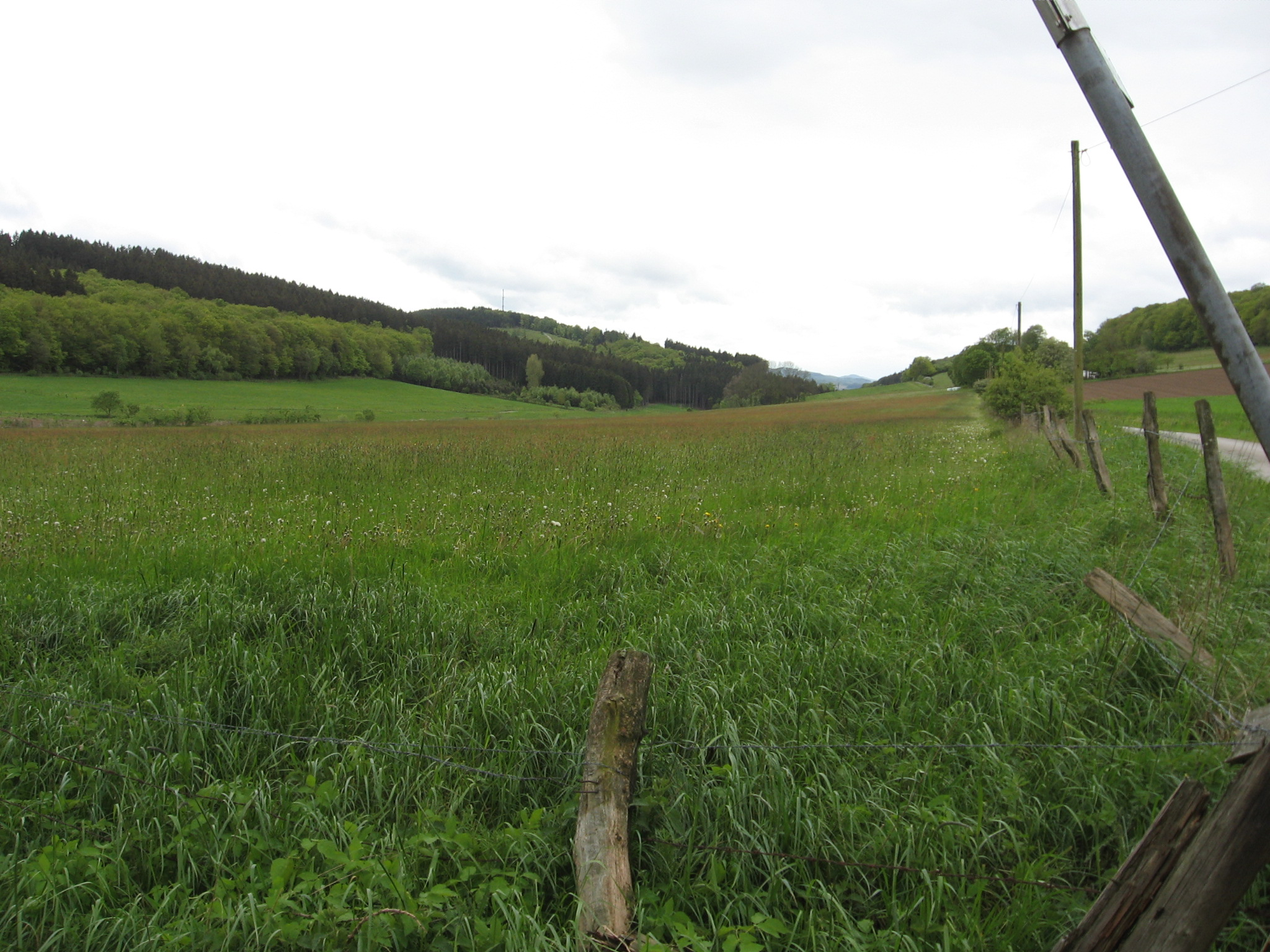
Bereich des Desmecketals im LSG Elmerborg/Desmecke

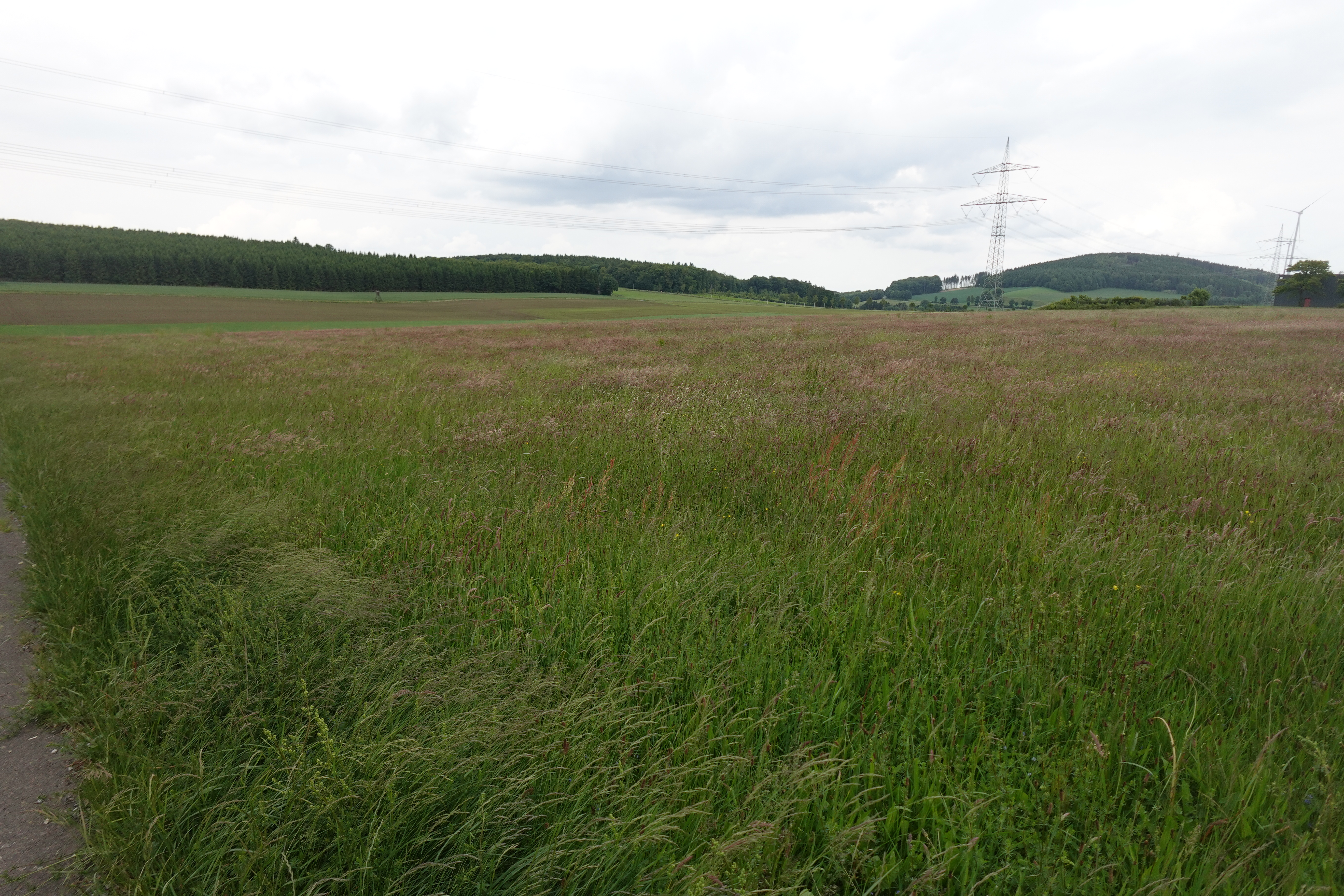
Nordwestbereich des LSG

Das Landschaftsschutzgebiet Elmerborg/Desmecke mit 131,55 ha Größe liegt westlich und südlich Altenbüren im Stadtgebiet Brilon. Das Gebiet wurde 2008 mit dem Landschaftsplan Briloner Hochfläche durch den Hochsauerlandkreis als Landschaftsschutzgebiet (LSG) ausgewiesen. Das LSG Elmerborg/Desmecke wurde als LSG Typ B, Ortsrandlagen und Landschaftscharakter ausgewiesen. Im Stadtgebiet von Brilon gibt es im Landschaftsplangebiet Briloner Hochfläche 14 Landschaftsschutzgebiete vom Typ B mit einer Fläche von 2.885 ha.

## Beschreibung
Das LSG wird fast ganz landwirtschaftlich genutzt. Dabei überwiegen Ackerflächen als Nutzung bei der Kuppe Elmerborg, während im Desmecketal eher Grünland vorherrscht. Das LSG grenzt direkt an das Dorf.

## Verbote und Gebote
Es ist im LSG unter anderem das Errichten von Bauten verboten. Auch Erstaufforstungen sowie die Neuanlage von Weihnachtsbaumkulturen, Schmuckreisig- und Baumschulkulturen sind verboten.
Laut Ausweisung sind verschiedene Gebote festgesetzt worden. Das LSG ist durch landwirtschaftliche Nutzung und Pflegemaßnahmen von Bewaldung freizuhalten. Brachflächen sind abschnittsweise im Turnus von drei Jahren zu mähen, um eine Verbuschung zu verhindern. Dabei darf nicht vor dem 1. August gemäht werden, um Bruten nicht zu vernichten. Bei der Mahd ist das Mähgut abzutransportieren. Auf Obstweiden sind, falls notwendig, Obstbäume nachzupflanzen. Abgestorbene Obstbäume sind als Habitatbäume zu belassen. Die Hecken sind alle 10 bis 15 Jahre „auf den Stock“ zu setzen, wobei Einzelbäume zu belassen sind. Die Heckenarbeiten dürfen nur vom 1. Oktober bis 28. Februar durchgeführt werden.